# Maurice Merleau-Ponty
Maurice Merleau-Ponty (Rochefort-sur-Mer, 1908. március 14. – Párizs, 1961. május 4.) francia fenomenológus, akire főleg Edmund Husserl és Martin Heidegger filozófiája volt nagy hatással (ide sorolhatjuk még Descartes, Kant, Hegel, Kierkegaard, Nietzsche, Bergson írásait). Szoros kapcsolatban állt Jean-Paul Sartre-ral és Simone de Beauvoir-ral.
Főbb érdeklődési területek: fenomenológia, pszichológia, metafizika, nyelvfilozófia, történelemfilozófia, művészetfilozófia.

## Életpályája
A Lycée Louis-le-Grand gimnáziumban folytatott tanulmányok után, Maurice Merleau-Ponty az École normale supérieure nevű egyetemre iratkozott, ahol Sartre mellett tanult, szoros barátság alakult ki közöttük. 1930-ban szerzett tanári diplomát filozófiából.
Először Beauvais-ban tanított (1931-1933) majd Chartres-ban (1934-1935). Ezek után magántanári állást kapott az École normale supérieur-ön (1935-1939), ahol két fontos könyv megírása után (La structure du comportement, 1942, Phénoménologie de la perception, 1945) megkapta a doktori fokozatot.
1945 és 1948 között a filozófia professzora volt a lyoni egyetemen, majd gyermekpszichológiát és pedagógiát tanított a Sorbonne-on (1949-1952). 
1952-től haláláig a Collège de France filozófia tanszékének vezetője volt.
A tanítás mellett a Les Temps Modernes igazgatósági tagja volt, valamint a folyóirat politikai rovatának szerkesztője, a lap megalapításától, 1945. októbertől 1952 decemberéig.
Merleau-Ponty 53 évesen, 1961, május 3-án este, váratlanul halt meg – szélütés érte, miközben egy Descartesról szóló előadásra készült. A párizsi Père Lachaise temetőben nyugszik.

## Munkássága
Az Észlelés fenomenológiájában (Phénoménologie de la perception, első francia kiadás 1945), Merleau-Ponty kidolgozta a testiség fogalmát, mintegy a karteziánus cogito alternatívájaként. E megkülönböztetés különösen fontos, mivel Merleau-Ponty a világ lényegét – a karteziánus felfogással ellentétben, miszerint a világ csupán elménk egyik kivetítése – a létezés teljességéből kiindulva próbálja megérteni. Tudat, világ, és emberi test, mint érzékelő dolog bonyolult módon összefonódnak, és kölcsönösen összekapcsolódnak. A fenomenális dolog nem a természettudományok változatlan tárgya, hanem kölcsönviszonyban áll saját testünkkel (mely az észlelés közege), és annak szenzoros funkcióival. Azáltal, hogy a test, mint testtel bíró szubjektivitás, megragadja az érzéki minőségeket, intencionálisan rekonstruálja a tárgyat egy mindig is jelen lévő tapasztalati mezőn belül, mely hátteret egy még-nem-tudatosult és még-meg-nem-fogalmazott világ-megragadás határoz meg. A dolgok azok, melyeket saját testünk megragadni képes. Ez a megragadás azáltal lehetséges, hogy a saját test és a világ egyneműek.
A dolgok észleléséhez lényegileg hozzátartozik a torzultság – mivel a dolgok számunkra mindig csak egy bizonyos időben és perspektívában adottak – ám ez nem kérdőjelezi meg realitásukat, ellenkezőleg, megalapozza azt, minthogy nincs más lehetőség arra, hogy a dolgok jelen lévők legyenek számunkra, csupán ily homályos módon. Az észlelés tárgya nem független a világ többi alkotóelemétől, szervesen összekapcsolódik hátterével, a világban-lévő-dogok hálózatával. A világban-lévő-dolgok szétszakíthatatlanul összefonódnak egymással, ezért mindegyik dolog visszatükrözi a másikat (Leibniz monászaihoz hasonlatosan). A világban lévő összefonódás – világban-lét – által, az észlelő, nem-tetikus módon, képes lehetséges nézőpontok sokaságát vetíteni tárgya köré, mely nézőpontok az észlelés tárgyának horizontját képező dolgok perspektívái által adottak. Ezen perspektívák által adott észlelésünk nem egy tetikus, propozicionális, tisztán körvonalazott, hanem inkább bizonytalan észlelés, mely testünknek a világgal való összefonódásán és elsődleges megértésén, valamint a horizont perceptuális megjelenése (alak, gestalt) által adott jelentés-együtteseken alapszik.
Csak annyiban tudjuk figyelmünket a horizonton belüli egyes dolgok felé fordítani, hogy egyre világosabban ragadjuk meg őket, amennyiben előzőleg mi magunk is részei vagyunk e tapasztalati mezőnek, mint testtel rendelkező, lehetséges tapasztalat tárgyát képező szubjektivitás. (Mindemellett a figyelemnek az egyes dolog felé való odafordulása nem azt jelenti, hogy az észlelt dolgot próbálja egyre tisztábban felfogni, hanem, hogy egy új észlelési struktúra (gestalt) által érti meg tárgyát.) Mivel testünknek a világgal való összefonódása zavaros és nem-tetikus, észlelésünk tárgya mindig új jelentésben tűnik fel, egy egységes, bár értelmezésében örökké nyitott, meghatározatlan/befejezetlen világban.
Kritikusok megjegyezték, hogy, bár Merleau-Ponty nagy erőfeszítéseket tett, hogy elszakadjon a karteziánus dualizmustól, Az észlelés fenomenológiájában a kiindulópontot mégis a tudat-tárgy szembeállítás képezi. Ezt Merleau-Ponty is elismerte, és későbbi munkájában kísérletet tett arra, hogy e kettő egységéből induljon ki.

## Munkásságának tematikus áttekintése

### Az észlelés elsőbbsége
A viselkedés struktúrája és Az észlelés fenomenológiája megírásával kezdődően, Merleau-Ponty szándéka rámutatni arra, hogy az észlelés (a John Locke-ra visszanyúló tradíció fő gondolatával ellentétben) nem atomi érzetek kauzális effektusainak eredménye. Ezen atomista felfogást örökítették meg egyes pszichológiai iskolák, különösen a behaviorizmus.
Merleau-Ponty szerint az észlelésnek van egy dinamikus összetevője: a környező világra való eredendő nyitottság. Az észlelés nem pusztán passzív befogadás, mint ahogy a test sem egy transzparens közvetítő közeg a világ és tudatunk között. Ezek olyan előítéletei a hagyományos felfogásnak, melyek elhomályosítják a tapasztalatot. Az észlelés tárgya nem különül el az észleléstől, a tapasztalat legelemibb szintjét is eleven mozgás, szerveződés jellemzi.
Az eredendő nyitottság gondolata képezi az észlelés elsőbbségéről szóló tézis magvát. Edmund Husserl fenomenológiájának jelmondata „minden tudat valaminek a tudata”, ami a tudat-aktusok (noézis), és a tudat intencionális tárgya (noéma) közötti distinkcióhoz vezet. Így a noézis és a noéma közötti kölcsönös viszony megállapítása képezi a tudat elemzésében az első lépést.
Husserl posztumusz kéziratait tanulmányozva, Merleau-Ponty rámutatott arra, hogy ezen írásokban olyan fenomének kerülnek napvilágra, melyek nem illeszthetők a noetikus-noematikus sémába. Ilyen a saját test (ami egyszerre az érzékelés tárgya és alanya), a szubjektív idő (az időről való tudásunk sem nem tudat-aktus, sem nem a tudat intencionális tárgya) és a másik problémája (a másik ember felbukkanása a husserli filozófiában szolipszizmushoz vezet).
A noézis-noéma megkülönböztetés nem képezheti tehát azt a végső alapot, melyre a fenomenológia építkezhet, ezért Merleau-Ponty elveti a husserli szlogent („minden tudat valaminek a tudata”), s helyette egy új tézist dolgoz ki, mely szerint „minden tudat perceptuális tudat”. Ezzel a koncepcióváltással Merleau-Ponty a fenomenológián belül jelentős fordulatot hajt végre, azt jelezve, hogy annak elveit az észlelés elsőbbségi tézisének fényében (e tézis filozófiai következményeit felmérve) felül kell vizsgálni.

### Testiség
Az észlelésről szóló tanulmányból kiindulva Merleau-Ponty felismerte, hogy a saját test nem csupán egy dologi létező, a természettudomány egyik lehetséges tárgya. A saját test a tapasztalás állandó eleme, a világra való nyitottság lényegi feltétele. Test és tudat viszonyát olyan szoros összekapcsolódás jellemzi, mellyel a percepcióra vonatkozó elemzésnek számolnia kell. Az észlelés elsőbbsége a tapasztalat elsőbbségét jelzi, amennyiben a percepció dinamikus és lényegi összetevő.
Merleau-Ponty rámutat a tudat testi, valamint a test intencionális vonatkozásaira, szembeállva a descartes-i dualista ontológiával, melyben a test és lélek két különálló, egymástól lényegileg különböző szubsztancia (Descartes-nál problémát jelent, hogy e két külön szféra hogyan lép kapcsolatba egymással).

### Nyelv
A viselkedés struktúrái egyik központi kérdése annak megvilágítása, hogy a test rendelkezik egy expresszív vonatkozással, mely az én (ego) lényegi alkotóeleme. A test, mint expresszív eszköz elemzése (Merleau-Ponty későbbi munkáinak egyik visszatérő motívuma) további problematikus kérdéseket vet fel, mint például a testtel rendelkező szubjektum azon megnyilatkozásai, melyek túlmutatnak a test organikus szintjén (intellektuális tevékenység, a kulturális élet termékei).
A nyelvet egyrészt a tartalom-jelentés megkülönböztetésében vizsgálja, másrészt olyan – lényegében nyelvi – megnyilatkozásokból kiindulva, mint festészet, irodalom, költészet, zene, film.
Fejtegetéseiben a Saussure-féle nyelvészet hatása érzékelhető, mely szerint a nyelv diakritikai egység, melyben egy jel (terminus) csak a többi jellel való összefüggésben nyer jelentést. A jelek e struktúrája meghatározza, hogyan észleljük a dolgokat. A strukturalista jel-elmélet szerint a jelentés nem a tárgytól függ, hanem a jelek szerveződésétől.
Merleau-Ponty szerint nincsenek előre definiált jelentések, nincs egyértelmű meghatározottság, csupán vad lényegek (Látható és láthatatlan), a jelentést a mindenkori tapasztalat szervezi. Nincs önálló, ideális jelentés, a tapasztalat egy folyamatosan változó, dinamikus környezetbe ágyazódik, így számunkra nem létezhetnek rögzített jelentések, melyek egy objektív megfigyelő által esetleg megadhatók lennének.

### Művészet
Fontos kiemelni, hogy a művészet különböző formáinak tanulmányozásakor Merleau-Ponty figyelmének középpontjában nem az önmagában való szépség elemzése áll, valamint munkáiban sehol sem találni arra vonatkozó próbálkozást, hogy a művészet normatív kritériumait meghatározza, vagy a művészeti alkotást definiálja.
Ugyanakkor megjegyzendő, hogy már az észlelésről szóló tanulmányban megjelenik a kifejezés elsődleges és másodlagos formáinak gyakori megkülönböztetése. E distinkció olyan terminusok használatában is ismétlődik, mint beszélt-nyelv és beszélő-nyelv (language parlé et parlant). A beszélt-nyelv, mint másodlagos megnyilatkozás, a jel és jelentés viszonya által meghatározott, kulturális örökségünkkel együtt áthagyományozott nyelvi előítéletekkel terhelt. A beszélő-nyelv, mint elsődleges megnyilatkozás, akkor bukkan fel, amikor egy gondolat legelőször formát ölt, megfogalmazódik, értelmet nyer.
Az elsődleges megnyilatkozás az, mely Merleau-Ponty érdeklődésének középpontjában áll. Olyan téma ez, mely összefüggésben áll a cselekvés, intencionalitás, észlelés elemzésével, valamint a szabadság-külső kényszer kapcsolat kérdéseivel is.
A stílus fogalma fontos helyet kap az A közvetett nyelv és a csend hangjai c. tanulmányban. Annak ellenére, hogy André Malraux hatása egyértelműen felfedezhető a munkán, Merleau-Ponty elhatárolódik Malraux-tól, ami a stílus három féle felfogását illeti – e felfogásmódok közül az utolsót Malraux A csend hangai c. könyvében találjuk. Merleau-Ponty megjegyzi, hogy a könyvben a stílus fogalma merőben szubjektív értelmet kap, Malraux a művész individualitásának kivetítését érti alatta. Más helyeken épp ellenkezőleg, a stílus metafizikai értelmet kap (Merleau-Ponty szerint misztikus értelmet), a felsőbbrendű művész (surartiste) koncepciójával összekapcsolódva, a festészet szellemiségét fejezi ki. Végül a stílus helyenként csupán egy iskola vagy irányzat megjelölésére szolgál.
Merleau-Ponty szerint a stílus fogalmának fenti értelmezései azok, melyek elvezettek odáig, hogy Malraux szakadást tételezett az itáliai reneszánsz festészet objektivitása, és kora festészetének szubjektív jellege között.
Merleau-Ponty úgy gondolja, a probléma vizsgálatában érdemes fontolóra venni azt a felismerést, hogy a stílus mindenekelőtt a percepció elsőbbségéből következik, és a történetiség és az interszubjektivitás dimenzióinak figyelembe vételét is implikálja.

### Tudomány
Cézanne kételye című tanulmányában – amelyben Cézanne festészetről vallott impresszionista elméletét hasonlatosnak ismeri fel saját, reflexióról alkotott felfogásával (mely egyben kísérlet a pre-reflexív tudat elemzéséhez való visszatérésre) – Merleau-Ponty a tudományt a művészet ellentéteként fogja fel. Meglátása szerint, míg a művészet egyéni percepciók megragadására tett kísérlet, addig a tudomány antiindividualista. Az észlelés fenomenológiája előszavában Merleau-Ponty fenomenológiai ellenvetést hoz a pozitivizmus ellen, miszerint az semmit sem képes mondani az emberről. Az egyedüli, amit egy tudományos munka magyarázni képes, az a tudós partikuláris tapasztalata. A tudomány elhanyagolja az általa magyarázni szándékolt fenomén mélyértelmét.
Merleau-Ponty szerint a tudomány ex post facto elvonatkoztatás. Az észlelés kauzális és pszichológiai leírásai például, a percepciót olyan terminusokban magyarázzák, melyeket utólag, a fenoméntól elvonatkoztatva nyernek. A tudomány főleg azon elképzelését bírálta élesen, mi szerint a tudomány az egyetlen mely képes a világ maradéktalan leírását és helyes magyarázatát adni. A fenomén mélységét a maga sajátszerűségében a tudomány nem képes visszaadni. Ekképpen marasztalja el Merleau-Ponty a tudományt, annak tárgyához való objektív viszonyulása miatt , és hirdeti meg saját programját, mely lényegében „visszatérés a fenoménhez”.

## Merleau-Ponty hatása a kognitív tudományban
Merleau-Ponty tudományról megfogalmazott kritikai ellenvetéseinek dacára, – az észlelésről írott tanulmányának előszavában, a tudományos nézőpontot naivnak és tisztességtelennek nevezi – munkája mérföldkővé vált a kognitív tudomány anti-kognitivista irányzata számára – főleg Hubert Dreyfus hatásának köszönhetően.
Dreyfus kognitivizmus ellen írott kritikai főművében (What Computers Can’t Do, 1972) megkülönbözteti a készségeket a szintaktikai tudástól, és a készségek komputációs műveletekre való visszavezethetetlensége mellett érvel, miközben tudatosan reprodukálja Merleau-Pontynak az intellektualista pszichológiával szembeni kritikáját. Dreyfus kritikai írásának köszönhetően – mely egy neuropszichológiai alternatívát fogalmaz meg – Merleau-Pontyt összefüggésbe hozták a megismerés neuropszichológiai, konnekcionista magyarázataival. Részben e hatásoknak köszönhető, hogy a kognitív tudományt egyáltalán kapcsolatba hozták a fenomenológiával, s e két (lényegében teljesen független) terület összefüggéseivel tudományos munkák egyre gyarapodó sora foglalkozik.

## Művei
- La structure du comportement, Paris, PUF, 1942
- Phénoménologie de la perception, Paris, Gallimard, 1945
- Le primat de la perception et ses conséquences philosophiques, in: Bulletin de la Société française de philosophie, XLI, 119-153, 1947
- Humanisme et terreur, Paris, Gallimard, 1947
- Sens et non-sens, Paris, Nagel, 1948
- Eloge de la philosophie, Paris, Gallimard, 1953
- Les aventures de la dialectique, Paris, Gallimard, 1955
- Signes, Paris, Gallimard, 1960
- L´oeil et l´esprit, Paris, Gallimard, 1961

### Posztumusz
- Le visible et l´invisible, Paris, Gallimard, 1964
- Résumés de cours, 1952-1960, Paris, Gallimard, 1968
- La prose du monde, Paris, Gallimard, 1969
- Existence et dialectique, Paris, PUF, 1971
- Merleau-Ponty à la Sorbonne, 1949–1952: első megjelenés: Bulletin de psychologie, no. 236, t. XVII, 3-6, novembre, 1964; új kiadás: Grenoble, Cynara, 1988
- La nature, Notes, Cours au Collège de France, Paris, Seuil, 1995
- Notes de cours, 1959–1961, Paris, Gallimard, 1996
- Parcours, 1935–1961, Lagrasse, Verdier, 1997
- Notes de cours sur L’origine de la géométrie de Husserl, 1959-60, Paris, PUF, 1998
- Parcours deux, 1951–1961, Jacques Prunair, Lagrasse, Verdier, 2000
- Causeries 1948, Paris, Seuil, 2002
- L'institution dans l'histoire personnelle et publique; Le problème de la passivité, le sommeil, l'inconscient, la mémoire: notes de cours au Collège de France, 1954-1955, Paris, Belin, 2003

## Magyarul
- Cézanne kételye, in: Enigma 1996/3, 76-90 (részlet a „Le doute de Cézanne” c. írásból, in: Sens et non-sens, 15-51.)
- A közvetett nyelv és a csend hangjai, in: Bacsó szerk.: Kép, fenomén, valóság, Kijárat, Budapest, 1998, 142-178. („Le langage indirect et les voix du silence”, in: Signes, 49-105)
- A szem és a szellem, in: Fenomén és mű, szerk. Bacsó Béla, Kijárat, 2002, 53-77.
- A filozófia dicsérete; ford. Sajó Sándor; Európa, Budapest, 2005 (Mérleg)
- A látható és a láthatatlan; ford. Farkas Henrik, Szabó Zsigmond; L'Harmattan–SZTE Filozófia Tanszék, Budapest–Szeged, 2006 (Rezonőr)
- Az észlelés fenomenológiája; ford. Sajó Sándor; L'Harmattan–Magyar Fenomenológiai Egyesület, Budapest, 2012 (Rezonőr)

## Merleau-Ponty-ról
- A. de Waelhens: Une philosophie de l’ambiguïté, Louvain, 1951
- J.P. Charcosset: Merleau-Ponty, approches phénoménologiques, Hachette, 1981
- Claude Lefort: Sur une colonne absente. Écrits autour de Merleau-Ponty, Hachette, 1981
- Esprit, 1982, Juin 6.
- Renaud Barbaras: De l’être du phénomène. Sur l’ontologie de Merleau-Ponty, Millon, 1991
- Richir et Tassin szerk.: Merleau-Ponty: Phénoménologie et expériences, Millon, 1992
- Françoise Dastur: Chair et langage, Encre Marine, 2001
- Ullmann Tamás: A francia fenomenológia kialakulása és Merleau-Ponty észleléselmélete, in: Metropolis, 2004/3.
- Szabó Zsigmond: A keletkezés ontológiája. A végtelen fenomenológiája; L’Harmattan, Budapest, 2005
- Vermes Kata: A test éthosza. A test és a másik tapasztalatainak összefüggése Merleau-Ponty és Lévinas filozófiájában; L'Harmattan, Budapest, 2006
- Losoncz Alpár: Merleau-Ponty filozófiája; Attraktor, Máriabesenyő-Gödöllő, 2010
- Sartre és Merleau-Ponty. A francia fenomenológia klasszikus korszaka; szerk. Ullmann Tamás, Váradi Péter; L'Harmattan, Budapest, 2011

## Fordítás
- Ez a szócikk részben vagy egészben  a   Maurice Merleau-Ponty című angol Wikipédia-szócikk ezen változatának fordításán alapul.  Az eredeti cikk szerkesztőit annak laptörténete sorolja fel. Ez a jelzés csupán a megfogalmazás eredetét és a szerzői jogokat jelzi, nem szolgál a cikkben szereplő információk forrásmegjelöléseként.